# Paolo Garbisi

a Compétitions nationales et continentales officielles uniquement.

b Matchs officiels uniquement.
Dernière mise à jour le 21 septembre 2024.
Paolo Garbisi, né le 26 avril 2000 à Venise (Italie), est un joueur international italien de rugby à XV. Il évolue principalement au poste de demi d'ouverture au sein de l'effectif du RC Toulon en Top 14.
Son frère Alessandro Garbisi est également joueur de rugby à XV et international italien.
Il remporte le Championnat de France avec Montpellier en 2022.

## Biographie

### Carrière en club
Né à Venise,,, Paolo Garbisi a d'abord joué au rugby avec Mogliano, avant de rejoindre l'académie de la FIR pour la saison 2018-19,.
Passé ensuite par le Petrarca Rugby Padoue, il est prêté au Benetton Trévise en tant que permit player pour la fin de saison 2019-2020 et la suivante, rejoignant la franchise de Vénétie avec certains de ses coéquipiers en sélection de jeune, qui ont fait partie de cette génération italienne à succès, ayant battu des équipes comme le pays de Galles et l'Écosse,,.
En 2021, il remporte la Pro14 Rainbow Cup avec le Benetton Trévise en battant les Bulls 35 à 8 en finale.
Paolo Garbisi rejoint ensuite le Montpellier HR en début de saison 2021-2022. Il y signe un contrat de deux ans afin de pallier les départs d'Alex Lozowski et Johan Goosen. Durant cette première saison en France, son club, termine à la deuxième place de la phase régulière et se qualifie donc pour les phases finales. Lors de la demi-finale, il est titulaire au poste de demi d'ouverture et bat l'Union Bordeaux Bègles, se qualifiant ainsi pour la finale. Le 24 juin 2022, il est de nouveau titulaire lors de la finale du Top 14 et affronte victorieusement le Castres olympique (victoire 29 à 10). Durant ce match il est l'un des buteurs de son équipe et marque notamment une transformation et un essai, soit cinq points. Il remporte ainsi son premier titre avec son nouveau club. Cette saison 2021-2022, il joue vingt-et-un matchs toutes compétitions confondues et marque cent-soixante-sept points.
La saison suivante, il dispute régulièrement des matchs au poste de centre avec l'arrivée de Louis Carbonel qui évolue également à l'ouverture. En tout, il joue vingt-deux matchs, dix-neuf en tant que titulaire, et inscrit cinquante-trois points.
En février 2024, alors en plein milieu de la saison, il est annoncé qu'il quitte le Montpellier HR pour rejoindre le RC Toulon.

### Carrière en sélection nationale
Paolo Garbisi a fait partie des équipes nationales italiennes des moins de 17 ans et des moins de 18 ans, prenant notamment part à une victoire surprise contre l'Angleterre avec ces derniers,.

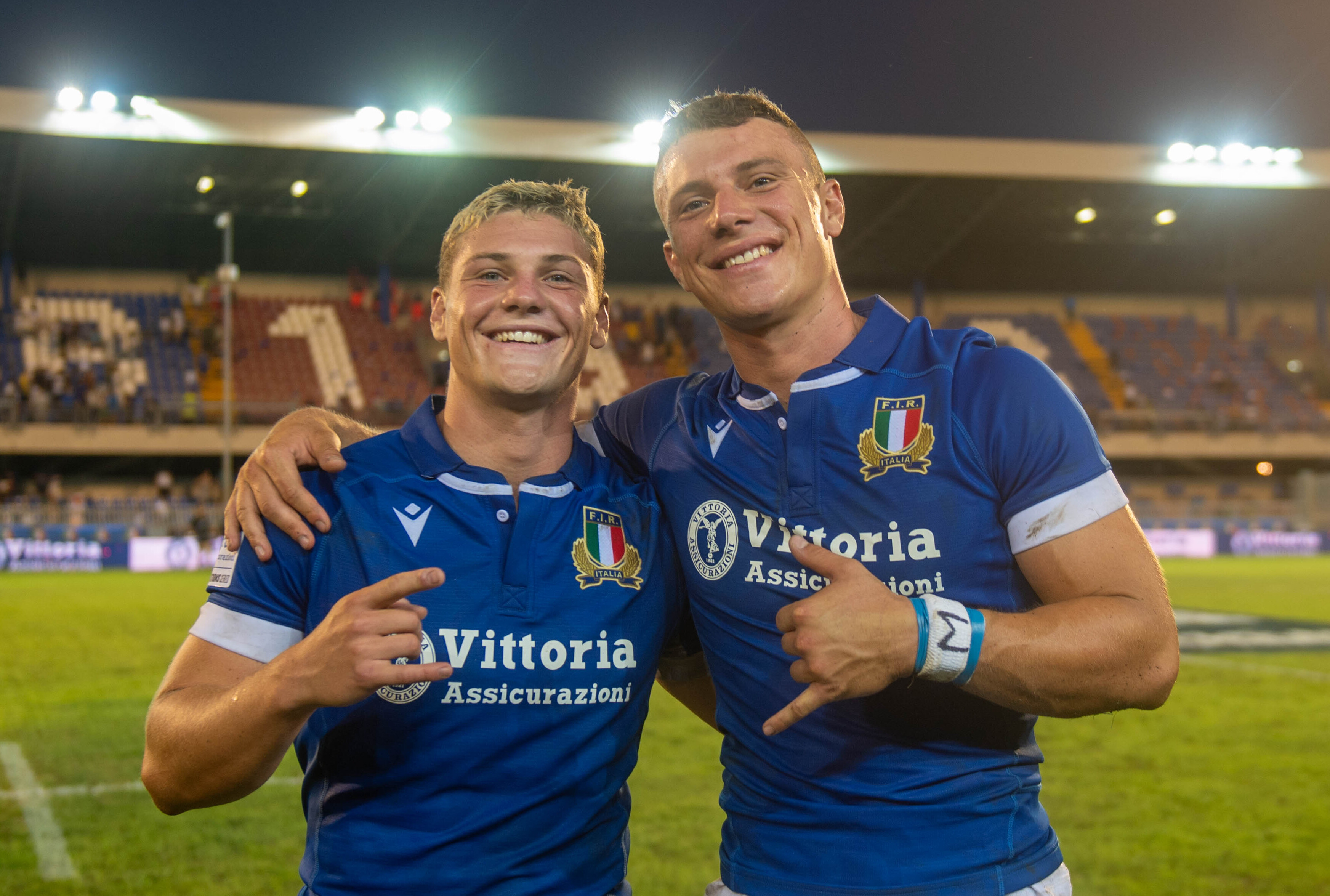
Paolo Garbisi partage des sélections en équipe d'Italie avec son frère Alessandro.

Il intègre ensuite l'équipe italienne des moins de 20 ans pour les Six Nations 2019 et 2020. Il participe au championnat du monde junior 2019 et devait mener son pays dans l'édition 2020 à domicile, avant qu'il soit annulé en raison de la pandémie COVID-19.
En juillet 2020, il est appelé en équipe d'Italie pour la première fois par l'entraîneur Franco Smith. À nouveau convoqué en octobre 2020, il fait ses débuts avec l'Italie.
En mai 2023, il est sélectionné avec l'Italie dans un groupe de 46 joueurs pour préparer la Coupe du monde 2023. En août suivant, il fait partie de la liste définitive. 
En janvier 2024, il est convoqué pour le Tournoi des Six Nations. Lors de la première journée, il est associé à son frère Alessandro à la charnière, pour la première fois dans le cadre du Tournoi.

## Palmarès
- Vainqueur de la Pro14 Rainbow Cup en 2021 avec le Benetton Trévise.
- Vainqueur du Championnat de France en 2022 avec le Montpellier HR.